# Chlorida costata
Chlorida costata é um inseto da ordem Coleoptera e da família Cerambycidae, subfamília Cerambycinae; um besouro cujo habitat são as florestas tropicais da região neotropical, entre o sul da região nordeste do Brasil e região sudeste (da Bahia ao Rio Grande do Sul), incluindo áreas com Mata Atlântica, até o Paraguai, Uruguai e Argentina. A espécie, descrita em 1834 por Jean Guillaume Audinet-Serville, apresenta élitros verdes com faixas laterais amarelas e com seu protórax escurecido, verrucoso e dotado de espinhos laterais curtos, e com sua cabeça dotada de longas antenas, listradas de negro-amarelo, inseridas em olhos em forma de rim (reiniformes).

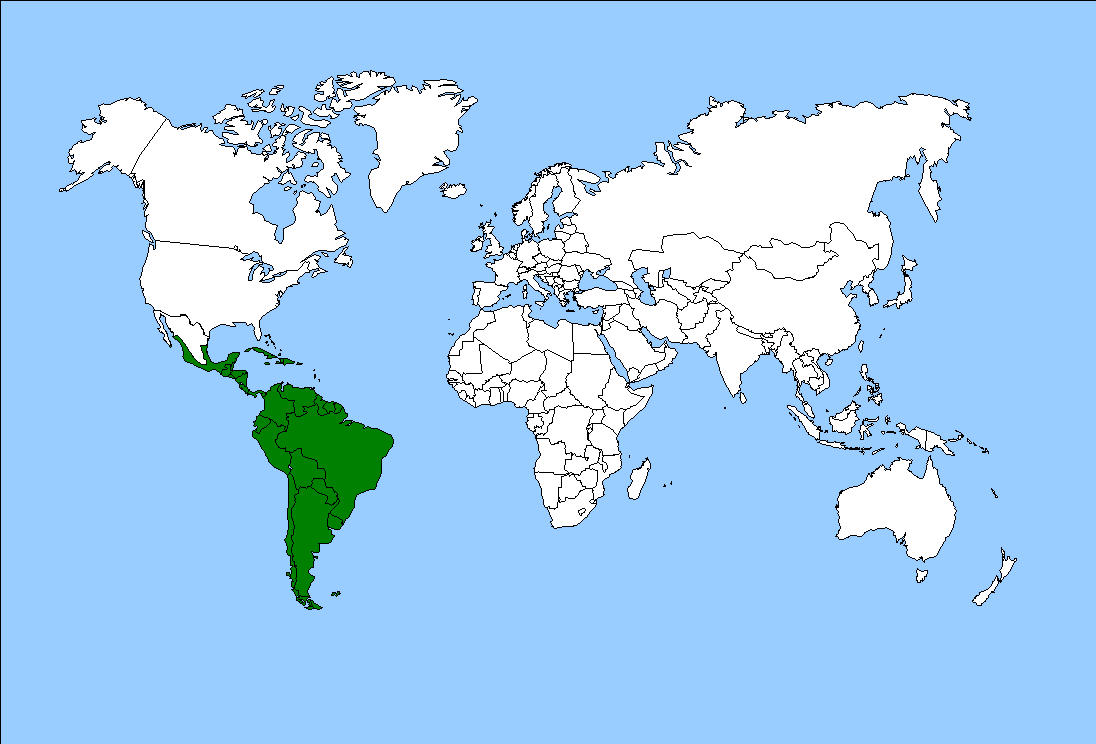
O besouro C. costata é distribuído na região neotropical (em verde, no mapa).

## Coleóbroca
Uma espécie relacionada, Chlorida festiva, é considerada uma coleóbroca, podendo suas larvas abrir galerias em troncos de árvores.